# آلبرتو دل مورال
آلبرتو دل مورال (انگلیسی: Alberto del Moral؛ زادهٔ ۲۰ ژوئیهٔ ۲۰۰۰) بازیکن فوتبال اهل اسپانیا است که در پست هافبک برای ویارئال بی بازی می‌کند.